# صك غفران

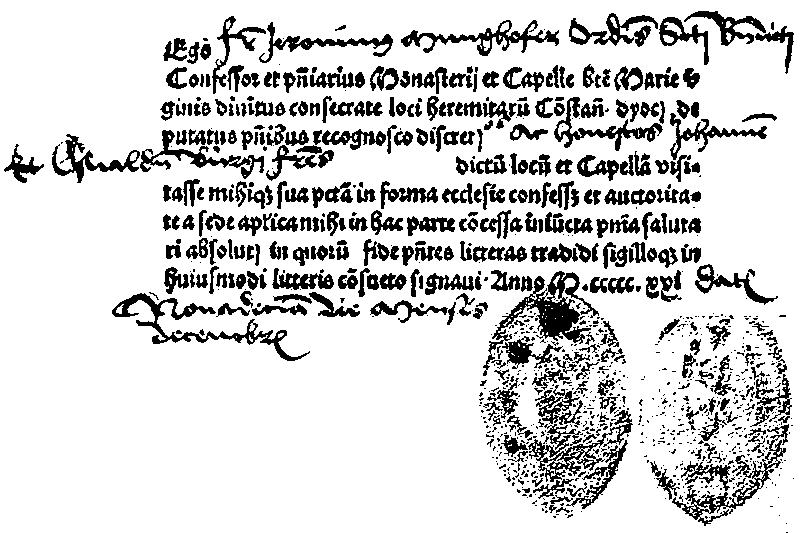
مثال ل "رسالة غفران" مؤرخة في 19 ديسمبر 1521م.

صك الغفران (باللاتينية: Indulgentia) بحسب المعتقدات الدينية الكاثوليكية هي الإعفاء الكامل أو الجزئي من العقاب الدنيوي على الخطايا التي تم الصفح عنها. يتم منح الإندولجنتيا من الكنيسة بعد أن يعترف الشخص الآثم بخطاياه ويتوب عنها. وبحسب المعتقد الكاثوليكي فأن هذا الحل من العقاب الدنيوي يأتي من تضحية المسيح لنفسه على الصليب وشفاعة القديسين. وكانت عادة ما تمنح مقابل أعمال خير أو صلوات.
استبدل هذا المعتقد عقيدة الكفارة في أوائل المسيحية. فكان بإمكان الخاطيء غفران جزء من خطاياه مقابل شفاعة (توسط) المسجونين أو المحكومين بالإعدام من الشهداء المسيحيين.
كانت مزاعم بيع كهنة ورهبان كاثوليك لوثائق تؤكد حصول الشخص على الغفران مقابل مبلغ مادي (صكوك الغفران) من أهم النقاط التي أثيرت ضد الكنيسة الكاثوليكية من قبل مارتن لوثر وغيره من المصلحين البروتستانت.
كانت صكوك الغفران إحدى الاسباب المباشرة للإصلاح البروتستانتي. في عام 1517 م، قدم البابا ليو العاشر الغفران لأولئك الذين أعطوا المال لإعادة بناء كنيسة القديس بطرس في روما. ممارسات التسويق المتعددة التي قام بها يوهان تيتزل في الترويج لصكوك الغفران لبناء الكنيسة استفزت مارتن لوثر لكتابة أطروحاته الخمسة والتسعين، حيث أدان ما اعتبره عملية شراء وبيع للخلاص. في الأطروحة 28 حيث اعترض لوثر على قول منسوب ليوهان تيتزل: «بمجرد ان ترن عملة في الوعاء، فان روحا تبعث من المطهر». إن الأطروحات الخمسة والتسعين لم تشجب فقط مثل هذه المعاملات باعتبارها دنيوية ولكنها أنكرت حق البابا في منح العفو نيابة عن الله في المقام الأول: الشيء الوحيد الذي ضمنته صكوك الغفران هو زيادة الأرباح والجشع، لأن العفو ليس بيد الكنيسة انما بيد الله وحده
تؤمن الكنائس الأرثوذكسية الشرقية بأن الإنسان يمكن أن يعفي من الخطايا من خلال سر الاعتراف المقدس. بسبب الاختلافات في لاهوت الخلاص، لا توجد تساهلات عن مغفرة العقاب الزمني للخطيئة في الأرثوذكسية الشرقية، ولكن حتى القرن العشرين كانت هناك في بعض الأماكن ممارسة لشهادات الغفران (οχάρτια-synchorochartia)
كانت بعض هذه الشهادات مرتبطة بقرارات أي بطريرك ان يرفع بعض العقوبات الكنسية الخطيرة، بما في ذلك الحرمان الكنسي، للأحياء أو الموتى. ولكن بسبب نفقة الحفاظ على الأماكن المقدسة ودفع الضرائب الكثيرة المفروضة عليها، فإن بطريرك القدس الأرثوذكسي اليوناني، بموافقة بطريرك القسطنطينية كان له الحق الوحيد في توزيع هذه الوثائق بأعداد كبيرة على الحجاج أو إرسالها إلى مكان آخر، في بعض الأحيان بمساحة فارغة لاسم المستفيد، سواء أكان حياً أم ميتاً، فردًا أو عائلة بأكملها، للذين تُقرأ من أجلهم الصلوات.
كتب بطريرك القدس الأرثوذكسي اليوناني دوسيثوس نوتاراس (1641–1707): «من التقاليد العريقة والتقليدية المعروفة، والمعروفة للجميع، أن البطاركة الأقدس يمنحون شهادة الغفران (συγχωροχάρτιον - synchorochartion) للأشخاص المؤمنين... لهم من البداية وما زالوا يفعلون.»
في الواقع، ابتداءً من القرن السادس عشر، استخدم المسيحيون الأرثوذكس في الكنيسة اليونانية هذه الشهادات على نطاق واسع.

## التعاليم الكاثوليكية
تنص التعاليم الكاثوليكية أن الإنسان عندما يخطئ، يتحمل مسؤولية الذنب ومسؤولية العقوبة. تعتبر الخطية المميتة، التي تكون خطيرة أو جسيمة بطبيعتها وترتكب عن وعي وحرية، رفضًا نشطًا للوصال مع الله، وتفصل الإنسان عنه ليعاني في النهاية من الموت الأبدي في الجحيم كنتيجة لهذا الرفض، وهي نتيجة تُعرف بـ «العقاب الأبدي» للخطيئة. يزيل سر التوبة هذا الذنب ومسؤولية العقاب الأبدي المتعلقة بالخطيئة المميتة.
إن مغفرة الخطيئة واستعادة الوصال مع الله تستلزم مغفرة العقوبة الأبدية للخطيئة، لكن العقوبة الدنيوية للخطيئة تبقى. يمكن رؤية مثال على ذلك في سفر صموئيل الثاني 12، عندما تاب داود عن خطيئته، وأخبره النبي ناثان أنه مغفور له، لكن «هكذا يقول الرب إله إسرائيل:... الآن، لن يفارق السيف بيتك إلى الأبد لأنك احتقرتني وأخذت زوجة أوريا لتكون امرأتك».
بالإضافة إلى العقاب الأبدي المستحق للخطيئة المميتة، كل خطيئة، بما في ذلك الخطيئة العرضية، وهي ابتعاد عن الله من خلال ما يسميه التعليم المسيحي للكنيسة الكاثوليكية «ارتباطًا غير صحي بالمخلوقات»، وهو ارتباط يجب تطهيره إما هنا على الأرض، أو بعد الموت في الحالة التي تُدعى المطهر. «إن عملية التطهير والتجديد الداخلي لا تتطلب فقط الغفران من ذنب الخطيئة(كولبا)، ولكن أيضًا التخليص من الآثار الضارة أو جروح الخطيئة». تؤدي عملية التخليص هذه إلى «عقاب دنيوي»، لأنها، كونها لا تنطوي على رفض كامل من الله، فهي ليست أبدية ويمكن التكفير عنها. تنص التعاليم الكاثوليكية على أن العقوبة الدنيوية على الخطيئة يجب أن تُقبل كنعمة، وأن الخاطئ «يجب أن يسعى من خلال أعمال الرحمة والمحبة، وكذلك بالصلاة والممارسات المختلفة للتوبة، إلى التخلص التام من «الإنسان القديم» والتحول إلى «الإنسان الجديد»».
العقوبة الدنيوية الذي تتبع الخطيئة تحدث إما خلال الحياة على الأرض أو في المطهر. في هذه الحياة، ومن خلال القبول الصبور للمعاناة والاختبارات، يمكن تحقيق التطهير الضروري من التعلق بالمخلوقات، جزئيًا على الأقل، من خلال اللجوء إلى الله في الصلاة والتكفير عن الذنب وأعمال الرحمة والمحبة. صكوك الغفران (من الفعل اللاتيني «indulgere»، بمعنى «العفو»، «الرفق ب») هي مساعدة لتحقيق هذا التطهير.
صك الغفران لا يغفر ذنب الخطيئة، ولا يمنح التحرر من العقوبة الأبدية المرتبطة بالخطايا المميتة غير المغفورة. تعلم الكنيسة الكاثوليكية أن صكوك الغفران تُخفف فقط من العقوبة الدنيوية الناتجة عن تأثيرات الخطيئة (تأثير رفض الله مصدر الخير)، وأن الشخص ما يزال ملزمًا بتكفير خطاياه الجسيمة، عادةً من خلال سر التوبة، للحصول على الخلاص. وبالمثل، فإن صك الغفران ليس تصريحًا لارتكاب الخطايا، ولا عفوًا عن الخطايا المستقبلية، ولا ضمانًا للخلاص للشخص نفسه أو للآخرين. عادةً ما يتم الحصول على غفران الخطايا المميتة من خلال الاعتراف (المعروف أيضًا بسر التوبة أو المصالحة).
وفقًا للتعليم المسيحي للكنيسة الكاثوليكية، فإن «خزينة الكنيسة هي القيمة اللانهائية التي لا يمكن استنفادها، وهي استحقاقات المسيح أمام الله. قُدمت هذه الاستحقاقات حتى يمكن تحرير البشرية جمعاء من الخطيئة وتحقيق الوصال مع الآب. في المسيح، الفادي نفسه، توجد الالتزامات والاستحقاقات لفدائه ولها فعاليتها. وتشمل هذه الخزينة أيضًا صلوات وأعمال الخير للعذراء مريم المباركة. إنها حقًا هائلة، لا يسبر غورها، وحتى نقية في قيمتها أمام الله. في الخزينة أيضًا توجد صلوات وأعمال الخير لجميع القديسين، كل الذين ساروا على خطى المسيح الرب وبنعمته جعلوا حياتهم مقدسة وأتموا المهمة في وحدة الجسد السري».
بناءً على فهم الكنيسة لقوة الربط أو الحل التي بمنحها المسيح، تدير الكنيسة لأولئك الذين تحت سلطتها فوائد هذه الاستحقاقات فيما يتعلق بالصلاة أو الأعمال التقية الأخرى التي يقوم بها المؤمنون. في فتحها للخزينة الفردية للمسيحيين، «لا ترغب الكنيسة فقط في مساعدة هؤلاء المسيحيين، بل أيضًا في تحفيزهم على أعمال التقوى، التوبة، والمحبة».

تماشيًا مع ذلك، كتب بيتر ج. بير، إس جيه، في الدراسات اللاهوتية:
«أعتقد أن الممارسة العملية الحالية للكنيسة ستكون ذات فائدة إذا اقتصر منح الغفران على احتفال عام خاص بقراءات التوبة، الصلوات، وما إلى ذلك، حيث يبارك الأسقف شخصيًا أولئك الذين يرغبون في الحصول على الغفران، بعد الصلاة عليهم. سيكون من المفيد أيضًا إذا ارتبط الحفل بالاحتفال الأفخارستي. بهذه الطريقة، من المرجح أن يشعر المتلقي أن سلطة جسد المسيح بالكامل تدعمه أثناء قيامه بالعمل المكفِّر».
قبل المجمع الفاتيكاني الثاني، لم يكن قول إن الحصول على غفران 40 يومًا، 300 يوم، أو 7 سنوات يعني أن الروح في المطهر تجنبت عقابًا دنيويًا لمدة 40 يومًا، 300 يوم، أو 7 سنوات؛ بل كان يعني أن الروح في المطهر تجنبت عقابًا دنيويًا بنفس مدة العقوبة التي كانت ستتحملها من خلال توبة معيارية تقليدية لمدة 40 يومًا، 300 يوم، أو 7 سنوات.